# Charles Glover Barkla
Charles Glover Barkla (Widnes, 7 giugno 1877 – Edimburgo, 23 ottobre 1944) è stato un fisico britannico.

## Biografia
È stato professore di filosofia naturale a Edimburgo dal 1913. Ha ricevuto il premio Nobel per la fisica nel 1917 per i suoi studi sui raggi X. Ha sviluppato le leggi che regolano la diffusione dei raggi X e quelle che governano la trasmissione degli stessi attraverso la materia, nonché l'eccitazione dei raggi secondari.